# Congresso Brasileiro de Cinema

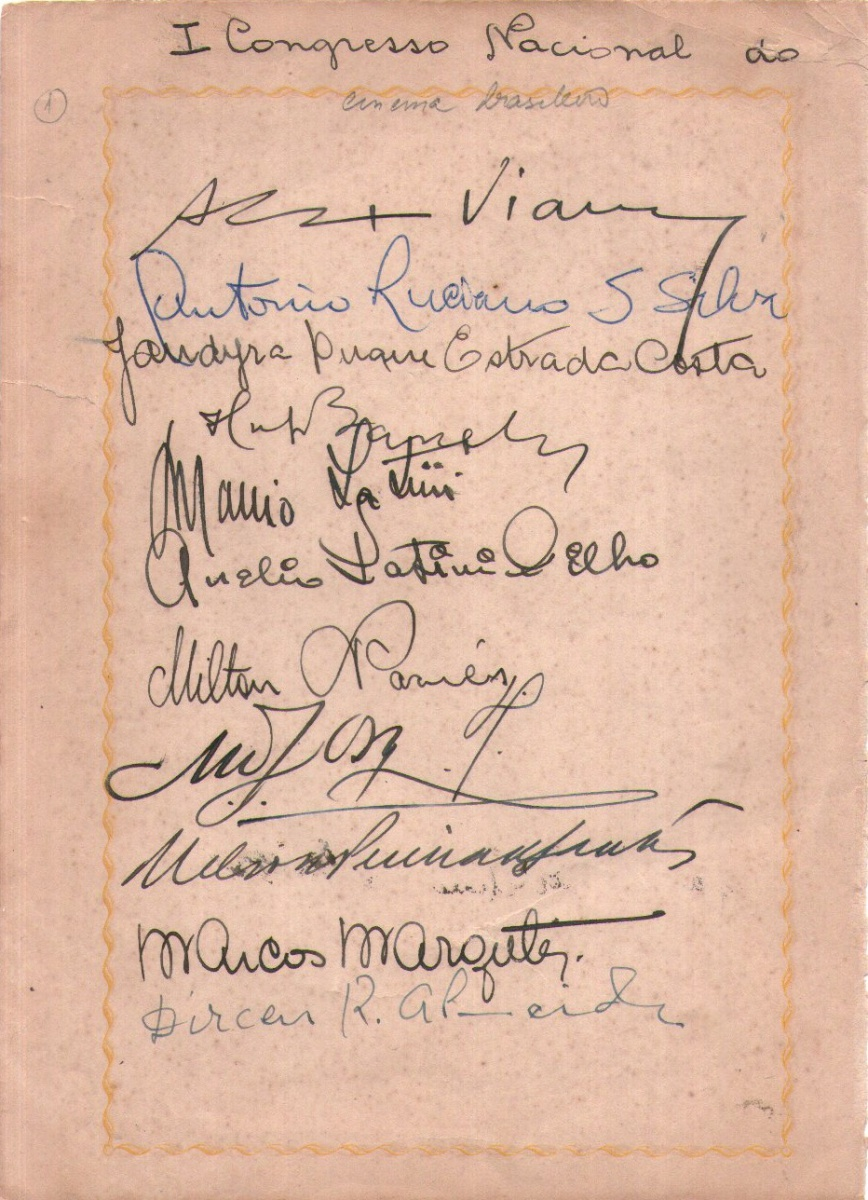
Folha de presença do I Congresso Nacional do Cinema Brasileiro. 16,0 x 22,0 cm. 1952.

Congresso Brasileiro de Cinema (também conhecido pela sigla CBC) é uma associação de entidades brasileiras da área do cinema e do audiovisual, fundada em 2000.
Nos anos 1950, houve dois encontros nacionais da comunidade cinematográfica que se tornaram conhecidos como "Congressos Brasileiros de Cinema", embora na época a denominação oficial tenha sido um pouco diferente. Meio século depois, quando um grupo de cineastas buscou retomar a ideia de um amplo encontro que pudesse encaminhar um consenso possível para o cinema do país, o nome escolhido foi este. A partir de 2000, o Congresso Brasileiro de Cinema tornou-se um encontro periódico (a princípio anual, em seguida bienal). No mesmo ano, foi decidida a criação de uma entidade estável, com sede, estatutos, diretoria e existência não restrita ao período dos encontros.

## I Congresso Nacional do Cinema Brasileiro
O primeiro "Congresso do Cinema Nacional" aconteceu entre 22 e 28 de setembro de 1952, no Rio de Janeiro, como desdobramento de um "Congresso Paulista do Cinema Brasileiro", realizado em Abril do mesmo ano. Foram discutidas teses relativas à definição de filme brasileiro, à importação de película virgem, à distribuição e exibição, à sindicalização de cineastas e técnicos, à formação de mão de obra e à organização institucional.
O cineasta Moacyr Fenelon, com atuação destacada no Congresso, defendeu que o Sindicato Nacional da Indústria Cinematográfica (SNIC) centralizasse a importação e distribuição de película virgem para todos os produtores do país, a fim de reduzir os custos. Foi também proposta a criação de uma distribuidora única de filmes brasileiros. Foi debatido o anteprojeto de criação do Instituto Nacional de Cinema, encomendado pelo governo de Getúlio Vargas e redigido por Alberto Cavalcanti, sendo sugeridas várias modificações.
Outras participações destacadas foram as de Alex Viany, Nelson Pereira dos Santos, Carlos Ortiz e Marcos Marguliés.

## II Congresso Nacional do Cinema Brasileiro
O segundo Congresso, incorporando a palavra "brasileiro" ao nome, foi realizado no ano seguinte, entre 12 e 18 de Dezembro de 1953, desta vez em São Paulo. Presidido pelo ator Alberto Ruschel, o encontro teve participação de delegações do Rio de Janeiro, Minas Gerais, Bahia e Rio Grande do Sul. Os debates aconteceram no auditório da Federação Paulista de Futebol e no Teatro Leopoldo Fróes.
Um artigo publicado pelo cineasta Flávio Tambellini no jornal "Diário da Noite" chamava atenção para o fato de que o mercado cinematográfico francês, com 6 mil salas, importava apenas 150 filmes estrangeiros por ano, enquanto o Brasil, com a metade do número de salas, havia importado 900 filmes em 1952. A partir desses dados, Alex Viany defendeu no Congresso a necessidade de limitação da importação de filmes estrangeiros, sem o que a indústria cinematográfica brasileira não teria espaço para sobreviver. Foi então proposta a taxação do filme estrangeiro e a utilização da renda obtida em apoio à produção nacional.
O Congresso começou a cindir quando foi aprovada uma manifestação de apoio ao reatamento de relações diplomáticas entre o Brasil e os países comunistas do Leste Europeu, o que gerou protesto dos delegados do SNIC, que reclamaram que os objetivos do encontro haviam sido desvirtuados. A cisão tornou-se mais pronunciada na sessão de encerramento, quando a atriz Tônia Carrero propôs um aumento no preço dos ingressos de cinema em todo o país. A proposta foi interpretada por alguns como tendo partido dos exibidores, por outros como dos grandes produtores paulistas em crise, e foi rejeitada pelo plenário.

## Resultados dos Congressos dos anos 1950
Parte das propostas aprovadas nos dois Congressos Brasileiros de Cinema realizados nos anos 1950 terminaram sendo implementadas, a médio e longo prazo: a taxação do filme estrangeiro, a criação de escolas de cinema, a organização dos cineastas e técnicos em associações. Com a crise dos grandes estúdios como a Vera Cruz, em seguida ficou claro para a comunidade cinematográfica do país que o espaço de discussão de políticas cinematográficas deveria ser cada vez mais orientado para a relação com o Estado. Não deve ser subestimada a importância destes Congressos na criação do Geicine em 1961, do INC em 1966, da Embrafilme em 1969 e do Concine em 1976.

## III Congresso Brasileiro de Cinema
Mais de quarenta anos após a realização do segundo Congresso, somente no final dos anos 1990 voltou-se a discutir a possibilidade de um encontro amplo, que buscasse assumir os interesses do cinema brasileiro como um todo. Este debate teve início e tomou corpo na lista de internet CinemaBrasil, projeto que fomentou a criação da Subcomissão de Cinema no Senado Federal, com a indicação coletiva de 53 nomes a serem ouvidos pelos senadores em 1999, entre os nomes, Adriana Rattes (exibição), Maria Dora Mourão (escola de cinema), e os cineastas Roberto Farias, Nélson Pereira dos Santos, Gustavo Dahl e Marcos Manhães Marins, também coordenador da lista de debates e site CinemaBrasil.org.br, que participaram da primeira audiência pública da comissão no Senado, apoiados por 3000 entidades e personalidades.
O terceiro Congresso Brasileiro de Cinema, por sugestão do cineasta gaúcho Giba Assis Brasil a partir de sua participação na lista de debates CinemaBrasil acabou acontecendo em Porto Alegre, entre 28 de Junho e 1º de Julho de 2000, por ação do Coordenador do Comitê Executivo de Políticas Publicas Audiovisuais da Secretaria de Estado da Cultura RS, Paulo Zílio, e organizado pela Fundacine (Fundação Cinema RS), com apoio financeiro do Governo do Estado do Rio Grande do Sul.
Por desistência de Roberto Farias, o primeiro convidado pela comunidade cinematográfica, foi presidido pelo cineasta Gustavo Dahl e contou com 70 delegados representando 31 entidades de cinema de 9 estados brasileiros, além de mais de 150 observadores sem direito a voto. Pela primeira vez, participaram não apenas cineastas, produtores e técnicos (além de críticos e pesquisadores), mas também exibidores, distribuidores e representantes de emissoras de TV públicas e privadas.
O documento final aprovado pelo terceiro Congresso apontava 69 resoluções, entre elas a continuidade do CBC como entidade permanente e o apoio à criação, no âmbito do Governo Federal, de um órgão gestor da atividade cinematográfica, que viria a ser a Ancine, constituída em Setembro de 2001.

## Constituição do CBC-entidade
A transformação do Congresso Brasileiro de Cinema em entidade permanente, conforme havia sido proposto no 3º encontro, aconteceu no Rio de Janeiro, no dia 15 de Outubro de 2000, com a aprovação de um estatuto provisório e a eleição de uma primeira diretoria, também provisória, que seria referendada no Congresso seguinte. O primeiro presidente do CBC foi Gustavo Dahl. 23 entidades assinaram a ata de criação do CBC.

## IV Congresso Brasileiro de Cinema
O quarto Congresso foi realizado no Rio de Janeiro, de 14 a 17 de Novembro de 2001. Novamente foi presidido por Gustavo Dahl, que já era apontado como nome preferencial para assumir a diretoria da Ancine, que havia sido criada por Medida Provisória do Governo Federal dois meses antes.
O encontro foi uma grande revisão da pauta estabelecida no ano anterior, marcada pela expectativa em relação à Ancine, criada no papel, mas ainda sem existência concreta, e as possibilidades de interlocução com o governo federal que deveriam surgir a partir daí. A aprovação em plenário do estatuto e a eleição da primeira diretoria com mandato de 2 anos referendaram a criação do CBC-entidade, que já havia ocorrido em Outubro de 2000. A produtora paulista Assunção Hernandes foi eleita presidente do CBC.
Ainda durante o encontro, foi assinada uma carta de compromisso entre a FENEEC (Federação Nacional das Empresas de Exibição Cinematográfica) e a ABD (Associação Brasileira de Documentaristas) para a volta da exibição de curtas-metragens nos cinemas brasileiros, interrompida desde que o governo Collor extinguiu os órgãos que cuidavam da operação da Lei do Curta.

## V Congresso Brasileiro de Cinema
O quinto Congresso aconteceu em Fortaleza, de 7 a 10 de Novembro de 2003.

## VI Congresso Brasileiro de Cinema
O sexto Congresso ocorreu em Recife, de 7 a 10 de Dezembro de 2005.

## VII Congresso Brasileiro de Cinema
O sétimo Congresso foi realizado na cidade de São Roque (São Paulo) entre os dias 5 a 9 de dezembro de 2007, com o nome de "VII Assembleia Geral do Congresso Brasileiro de Cinema".

## VIII Congresso Brasileiro de Cinema
Em sua oitava edição, o Congresso Brasileiro de Cinema voltou a ser realizado em Porto Alegre, de 12 a 15 de setembro de 2010.
Como desdobramento deste encontro, uma Assembleia Geral da entidade, realizada durante o Festival de Atibaia, entre 12 e 14 de maio de 2011, elegeu a sua nova diretoria para o período 2011-2012: Presidente, João Batista Pimentel; Vice-presidente, Orlando Bonfim; Secretária, Cynthia Falcão; Tesoureira, Edina Fuji; Diretor executivo, Geraldo Veloso; Diretora de Relações Institucionais, Maria Clara Fernandez; Diretoras de Comunicação, Sylvia Palma e Carla Osório ; Diretor de Projetos e Captação de Recursos, Antonio Leal.

## Presidentes do CBC
- 2000-2001: Gustavo Dahl
- 2001-2003: Assunção Hernandes
- 2003-2005: Geraldo Moraes
- 2005-2007: Paulo Boccato
- 2007-2009: Paulo Rufino
- 2009-2010: Rosemberg Cariry
- 2011-2014: João Batista Pimentel

## As 23 Entidades Fundadoras do CBC e seus representantes
- ABC - Associação Brasileira de Cinematografia (Carlos Ebert)
- ABD - Associação Brasileira de Documentaristas (Paulo Halm)
- ABDC - Associação Brasileira de Diretores de Comerciais (Jacques Deheinzelin)
- ABDeC/RJ - Associação Brasileira de Documentaristas e Curta-metragistas (Mario Diamante)
- ABEICA - Associação Brasileira das Empresas de Infra-Estrutura Cinematográfica e Audiovisual (Silvia Rabello)
- ABRACI - Associação Brasileira de Cineastas (José Joffily)
- ACC/RJ - Associação de Críticos de Cinema do Rio de Janeiro (Myrna Silveira Brandão)
- AMC - Associação Mineira de Cineastas (Geraldo Veloso)
- APACI - Associação Paulista de Cineastas (Luiz Alberto Pereira)
- Cinemateca Brasileira (Carlos Roberto de Souza)
- Cinemateca do Museu de Arte Moderna do Rio de Janeiro (Gilberto Santeiro)
- CPCB - Centro de Pesquisadores do Cinema Brasileiro (Carlos Augusto D. Brandão)
- FEISAL - Federação Ibero-americana das Escolas de Imagem e Som (Maria Dora Genis Mourão)
- Fórum Cinema Brasil (Marcos Manhães Marins)
- Fórum dos Fornecedores (Edina Fujii)
- Fórum dos Festivais (Antonio Leal)
- FUNDACINE - Fundação Cinema RS (Luis Alberto (Beto) Rodrigues)
- SATED/RJ - Sindicato dos Artistas e Técnicos em Esmpetáculos de Diversões (Jayme Carlos Del Cueto)
- SINDCINE - Sindicato dos Trabalhadores da Indústria Cinematográfica do Estado de São Paulo (Antonio Ferreira de Sousa Filho)
- SICESP - Sindicato da Indústria Cinematográfica do Estado de São Paulo (Assunpção Hernandes M. Andrade)
- SNIC - Sindicato Nacional da Indústria Cinematográfica (Bruno Stroppiana)
- SOCINE - Sociedade Brasileira de Estudos de Cinema (Maria Dora Genis Mourão)
- STIC - Sindicato dos Trabalhadores da Indústria Cinematográfica do Estado do Rio de Janeiro (Geraldo Pereira dos Santos)

Fonte:

## As Diretorias da Entidade CBC
- 2000-2001
- 2001-2003
- 2003-2005
- 2005-2007
- 2007-2009
- 2009-2010
- 2011-2014